# Здания Императорской Карточной фабрики

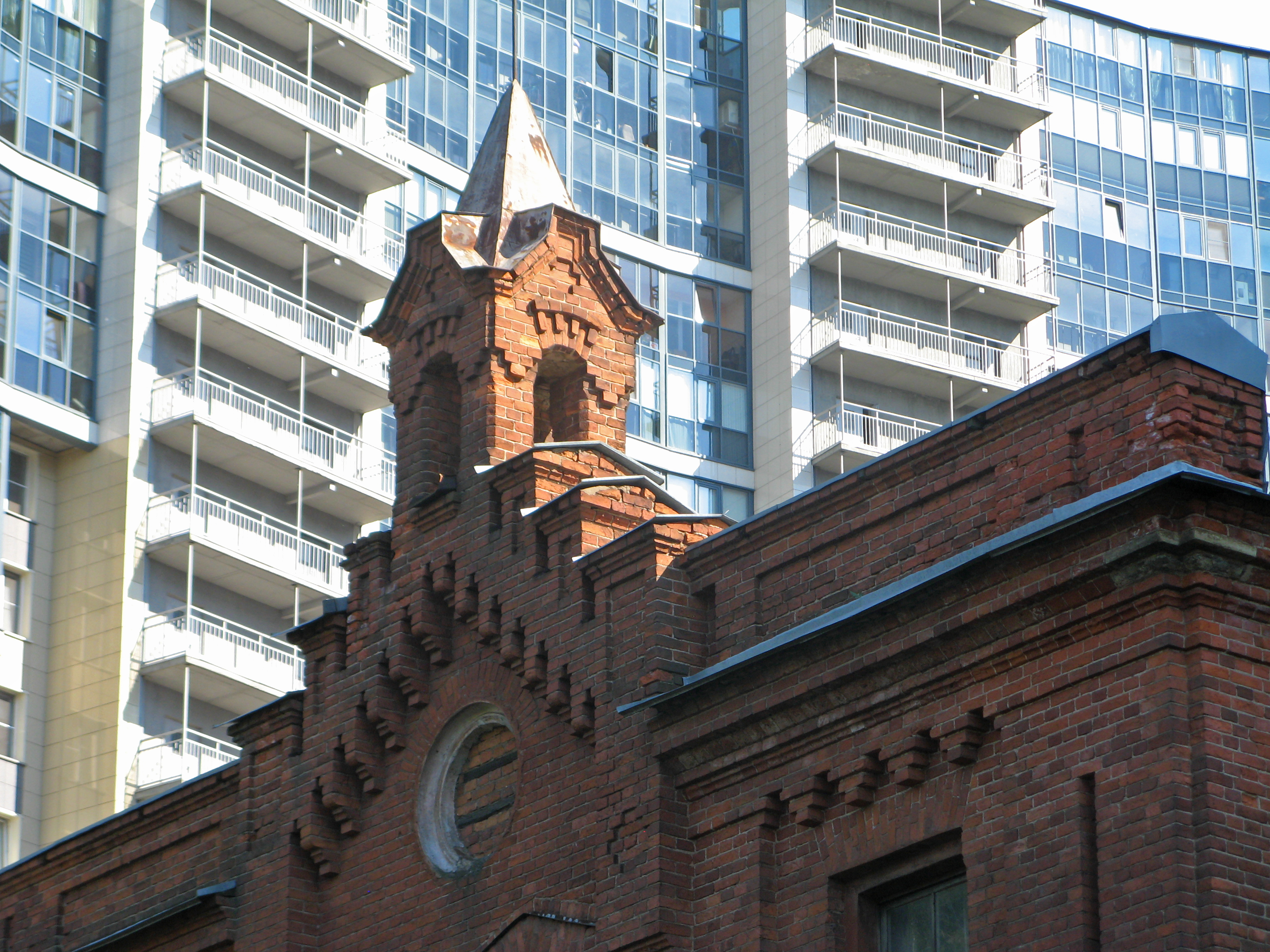
Башенка центральной части

Здания Императорской Карточной фабрики — архитектурный комплекс, из которого в 2020-х годах осталось под охраной как памятник архитектуры и поэтому сохранилось лишь одно здание. Расположен в Санкт-Петербурге, современный адрес дома — проспект Обуховской Обороны, 110Б.
Фабрика была основана в 1817 году как монополист производства игральных карт в составе Александровской мануфактуры; фактически производство началось с 1 января 1820 года, после обучения рабочих и установки оборудования. В 1860 году Карточная фабрика осталась единственной действующей, не разорившейся частью мануфактуры.
Для производства сначала использовались существующие помещения, потом для целей фабрики были построены деревянные здания Опекунского совета. В 1867 году по проекту Генриха Штегемана построили трёхэтажный главный производственный корпус в кирпичном стиле и кузницу с дымовой трубой. Лицевой фасад главного корпуса с тремя ризалитами и небольшой башенкой по центру обращён к Неве. Около 1869 года к зданию была сделана каменная одноэтажная пристройка для склада бумаги, в 1909 году эту пристройку разобрали, но сделали иные пристройки к торцам боковых крыльев, а надворные постройки перестроили. Здание венчает профилированный карниз с уступами и зубчиками, окна — лучковые с лучковыми зубчатыми сандриками, на крыше двускатная кровля; полы здания были выстланы метлахской плиткой.
В 1890-е годы В. В. Николя сделал ряд небольших хозяйственных пристроек к главному зданию, под углом к нему было расположено заводоуправление и жильё для служащих. В глубине участка стояли ремонтно-механический цех и складские корпуса в 1-2 этажа. Ремонтно-механический цех, административный корпус и главный производственный корпус охранялись как памятники архитектуры до 2006 года, пока два из них не были сняты с охраны на основании историко-культурной экспертизы. Шесть фабричных корпусов, административный корпус и ремонтно-механический цех снесли в 2007 году, на их месте построили жилой дом. Охраняемое здание оставалось заброшенным до 2023 года, пока его не начали приспосабливать под офисы.